# Hans Christoph Diederich Victor von Levetzow
Hans Christoph Diederich Victor von Levetzow (* 9. September 1754 im Herrenhaus Schwiessel, heute Ortsteil von Prebberede; † 28. Oktober 1829 in Barmstedt) war ein schleswig-holsteinischer Verwaltungsjurist in dänischen Diensten.

## Leben

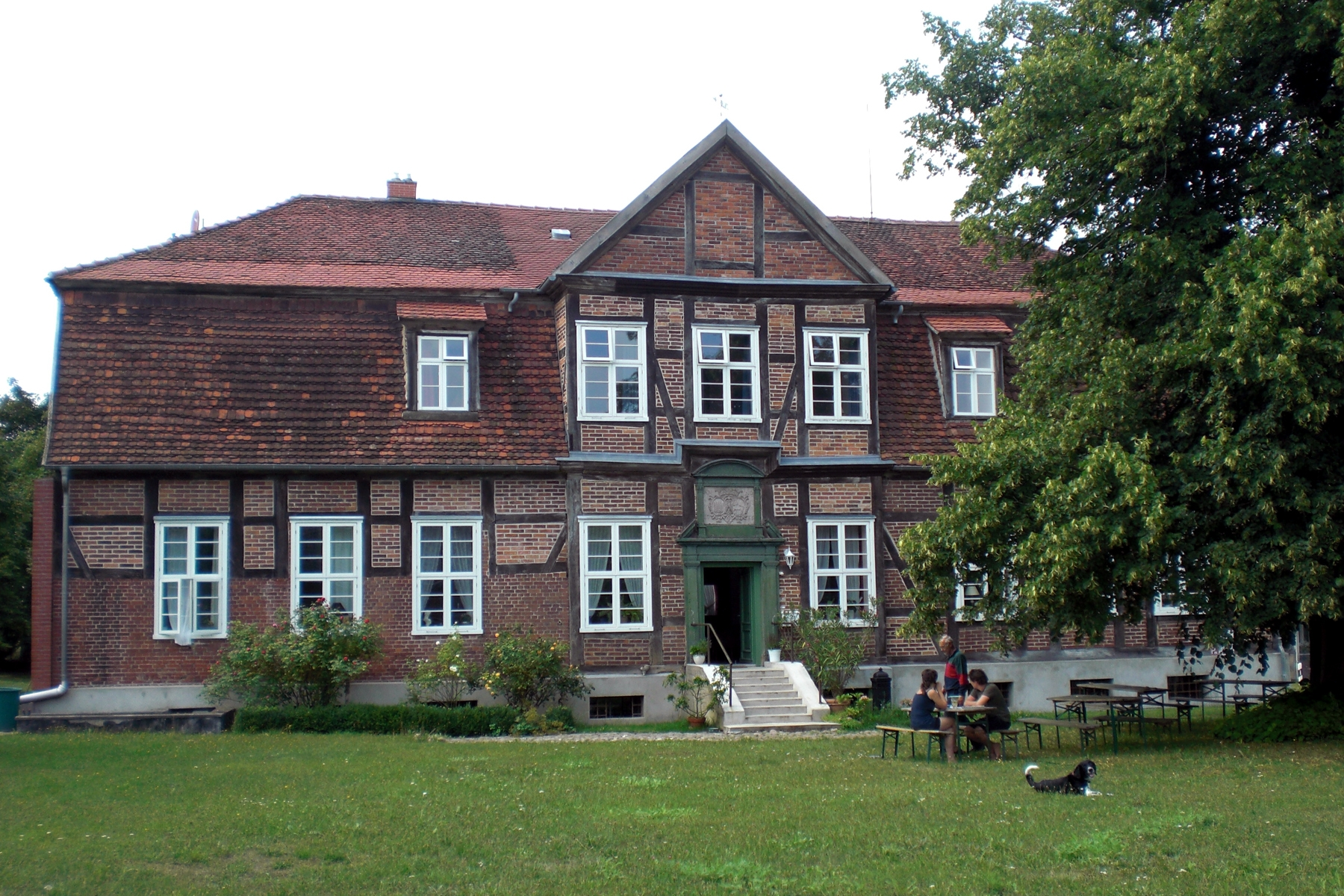
Gutshaus Schwiessel

Hans von Levetzow entstammte der später so genannten jüngeren holsteinischen Linie des ursprünglich mecklenburgischen Adelsgeschlechts Levetzow/Levetzau. Er war das zweite Kind und der einzige Sohn des dänischen Offiziers und Hofjunkers Joachim Diederich von Levetzow († 1800) auf Madsow, Bützin (Prebberede) und Schwiessel (bis 1774) in Mecklenburg und dessen Frau Caroline Louise Wilhelmine, geb. Reichsfreiin Treusch von Buttlar.
1770 trat er als Hofjunker in dänische Hofdienste. 1777 wurde er Kammerjunker. 1781 war er in der königlichen Rentekammer in der Abteilung für Grönland, Island und die Färöer tätig.

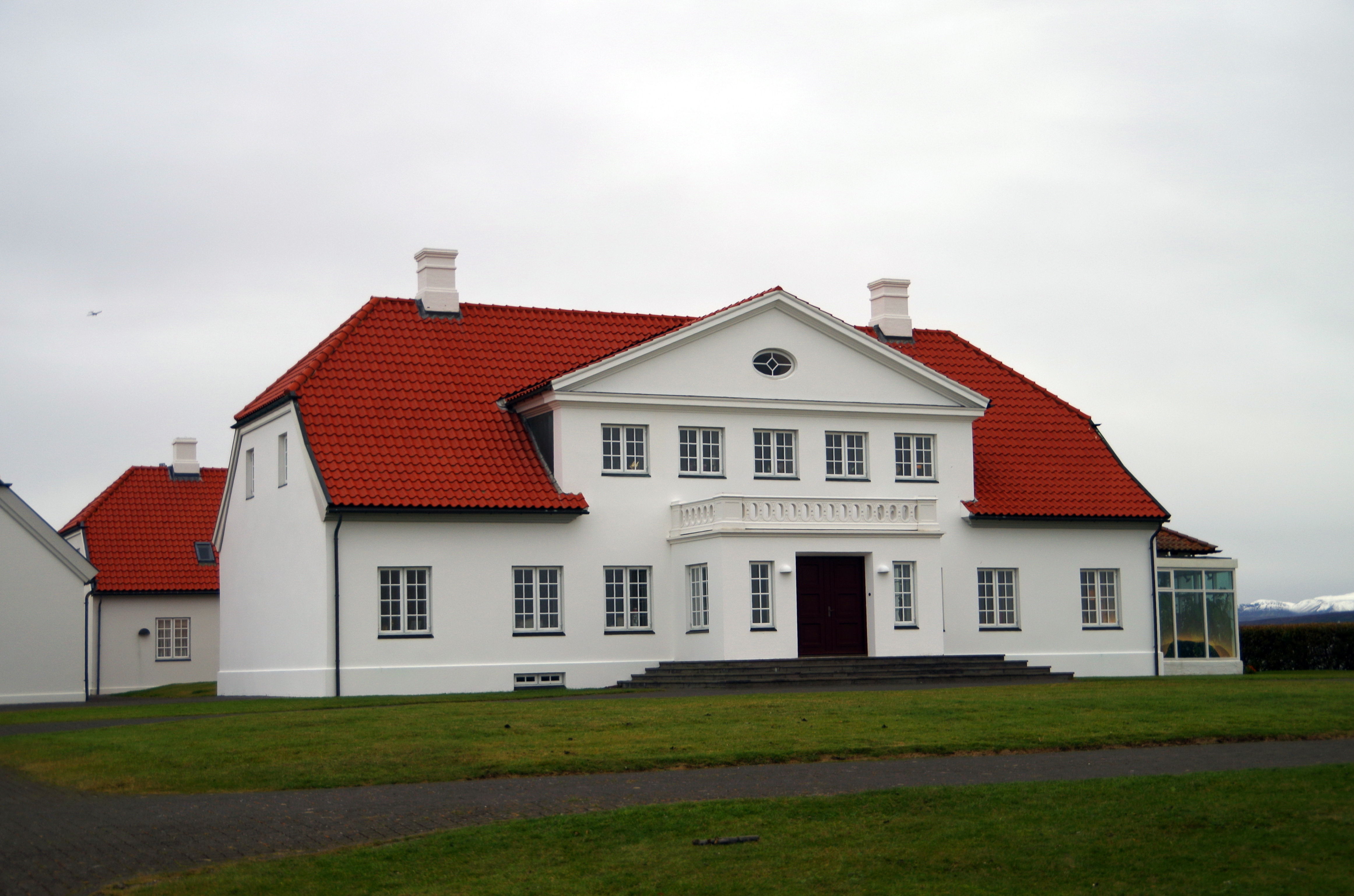
Bessastaðir, Wohn- und Amtssitz v. Levetzows von 1785 bis 1789

Nach dem Eintreffen der ersten Nachrichten vom verheerenden Ausbruchs der Laki-Krater, der globale Auswirkungen im Winter 1783/84 hatte, sandte König Christian VII. im Herbst 1783 Levetzow zusammen mit dem Studenten Magnus Stephensen auf einem Schiff mit Hilfsgütern nach Island. Ihre Aufgabe war es, die südwestlich von Reykjanes neu gebildete Insel Nýey für Dänemark in Besitz zu nehmen, die Unterstützung der Bevölkerung sowie ein genauer Bericht. Sie erreichten Island im Frühjahr 1784. Zu diesem Zeitpunkt war Nýey durch Erosion schon wieder unter Wasser verschwunden. 1785 wurde Levetzow zum Stiftsamtmann für Island mit Sitz in Bessastaðir ernannt. Damit war er der ranghöchste Vertreter der dänischen Krone auf Island. 1789 wechselte er, ebenfalls als Stiftsamtmann, nach Kristiansand.
1800 erfolgte seine Ernennung zum Amtmann über die Ämter Husum und Bredstedt. Damit verbunden war er Oberdirektor (Verwaltungsleiter) der Städte Husum, Tönning und Garding, Oberstaller der Landschaft Eiderstedt und der Insel Pellworm sowie Oberdeichgraf. In seine Amtszeit fielen die Auswirkungen der Napoleonischen Kriege, insbesondere der Kosakenwinter 1813/14 mit der Besetzung Husums. 1814 war Theodor Storms Vater Johann Casimir Storm sein Amtssekretär.
Im August 1826 wurde von Levetzow Administrator der Grafschaft Rantzau und Intendant der königlichen Herrschaften Sommerland und Grönland (heute Ortsteil von Sommerland). In dieser Stellung blieb er bis zu seinem Tod.
In erster Ehe war er seit April 1785 verheiratet mit Martha Tillisch (* 1758 in Stavanger). Sie ertrank mit zwei kleinen Söhnen des Paares am 30. April 1801 im Kleinen Belt. In zweiter Ehe heiratete er im Januar 1802 Juliane Marie, geb. von Krogh (1773–1848). Aus der ersten Ehe hatte er acht Kinder, darunter Dietrich Wilhelm von Levetzow (1786–1849), Vater von Cornelia von Levetzow, und Emilie Caroline (1794–1875), die Wilhelm Benedict von Schirach heiratete. Aus der zweiten Ehe stammten fünf weitere Kinder, darunter Friedrich Ferdinand von Levetzow.

## Auszeichnungen
- Kammerherr (1. März 1782)
- Titel Geheimer Konferenzrat, Prädikat Exzellenz (28. Oktober 1817)
- Dannebrogorden
  - Kommandeur (28. Januar 1812)[6]
  - Großkreuz (25. Mai 1826)[7]